# Diamakani
Diamakani  est une localité du Nord de la Côte d'Ivoire, et appartenant au département de Tengréla, Région des Savanes. La localité de Diamakani est un chef-lieu de commune.